# Завод-Нырты
Завод-Нырты — село в Сабинском районе Татарстана. Входит в состав Большеныртинского сельского поселения.

## География
Находится в северо-западной части Татарстана на расстоянии приблизительно 17 км на восток-юго-восток по прямой от районного центра поселка Богатые Сабы.

## История
Основано в первой половине XVIII века как Мёшинский Завод. В начале XX века действовали Петропавловская церковь (ныне в запущенном виде), земская школа и больница. После закрытия завода началось неуклонное смещение этнического состава села в сторону преобладания татар.

## Население
Постоянных жителей было: в 1782 году — 16 душ мужского пола, в 1859—733, в 1897—1452, в 1908—1116, в 1920—1403, в 1926—1193, в 1938—765, в 1949—443, в 1970—181, в 1979—131, в 1989 — 74, 144 в 2002 году (татары 76 %), 120 в 2010.